# Aiffres
Aiffres est une commune du Centre-Ouest de la France située dans le département des Deux-Sèvres, en région Nouvelle-Aquitaine.

## Géographie
Située au sud-ouest des Deux-Sèvres et du Haut-Poitou, aux confins de l’Aunis et de la Saintonge, la commune d’Aiffres est située dans la banlieue de la ville de Niort, dont elle fait partie de l’unité urbaine.
Entre plaine Niortaise et Marais poitevin, à 50 kilomètres de l’océan Atlantique et de La Rochelle, la commune dont l’altitude varie de 13 m à 57 m, est traversée par la Guirande, un affluent de la Sèvre Niortaise. La Guirande forme, le long de son parcours, un coteau bocager qui rompt le paysage de plaine environnant. Le sud d’Aiffres fait partie de la zone de protection spéciale Natura 2000, dite de la plaine de Niort Sud-est, mise en place pour protéger 25 espèces d’oiseaux .

### Communes limitrophes
|                  | Niort   |                                   |
| Saint-Symphorien | Aiffres | Vouillé                           |
|                  | Fors    | Prahecq Saint-Martin-de-Bernegoue |

### Voies de communication
Depuis la fermeture de celle d’Aiffres, la gare la plus proche est la Gare de Niort. Cette dernière permet de rejoindre  Paris, en TGV, en 2 heures. La Rochelle, Poitiers, Saintes et Royan y sont également desservies par TGV et/ou par les TER de la région Nouvelle-Aquitaine.
Aiffres est traversée par l’A10, reliant Paris à Bordeaux. Les échangeurs les plus proches sont le  32 (Niort Centre/Niort Est) et le  33 (Niort Sud/La Rochelle).
L’A10 se connecte à l’A83 (Nantes) à l’échangeur  31 (Niort Est).
La commune est par ailleurs desservie par 2 lignes de bus du réseau gratuit Tanlib géré par la Communauté d’agglomération du Niortais.

### Climat
Pour des articles plus généraux, voir Climat de la Nouvelle-Aquitaine et Climat des Deux-Sèvres.
Historiquement, la commune est exposée à un climat océanique du nord-ouest.  
En 2020, Météo-France publie une typologie des climats de la France métropolitaine dans laquelle la commune est exposée à un climat océanique et est dans la région climatique Poitou-Charentes, caractérisée par un bon ensoleillement, particulièrement en été et des vents modérés.
Pour la période 1971-2000, la température annuelle moyenne est de 12,3 °C, avec une amplitude thermique annuelle de 14,4 °C. Le cumul annuel moyen de précipitations est de 846 mm, avec 12,3 jours de précipitations en janvier et 6,8 jours en juillet. Pour la période 1991-2020, la température moyenne annuelle observée sur la station météorologique la plus proche, située sur la commune de Niort à 6 km à vol d'oiseau, est de 12,8 °C et le cumul annuel moyen de précipitations est de 846,6 mm,. Pour l'avenir, les paramètres climatiques de la commune estimés pour 2050 selon différents scénarios d’émission de gaz à effet de serre sont consultables sur un site dédié publié par Météo-France en novembre 2022.

## Urbanisme

### Typologie
Au 1er janvier 2024, Aiffres est catégorisée ceinture urbaine, selon la nouvelle grille communale de densité à sept niveaux définie par l'Insee en 2022.
Elle appartient à l'unité urbaine de Niort, une agglomération intra-départementale regroupant quatre  communes, dont elle est une commune de la banlieue,,. Par ailleurs la commune fait partie de l'aire d'attraction de Niort, dont elle est une commune de la couronne,. Cette aire, qui regroupe 91 communes, est catégorisée dans les aires de 50 000 à moins de 200 000 habitants,.

### Occupation des sols

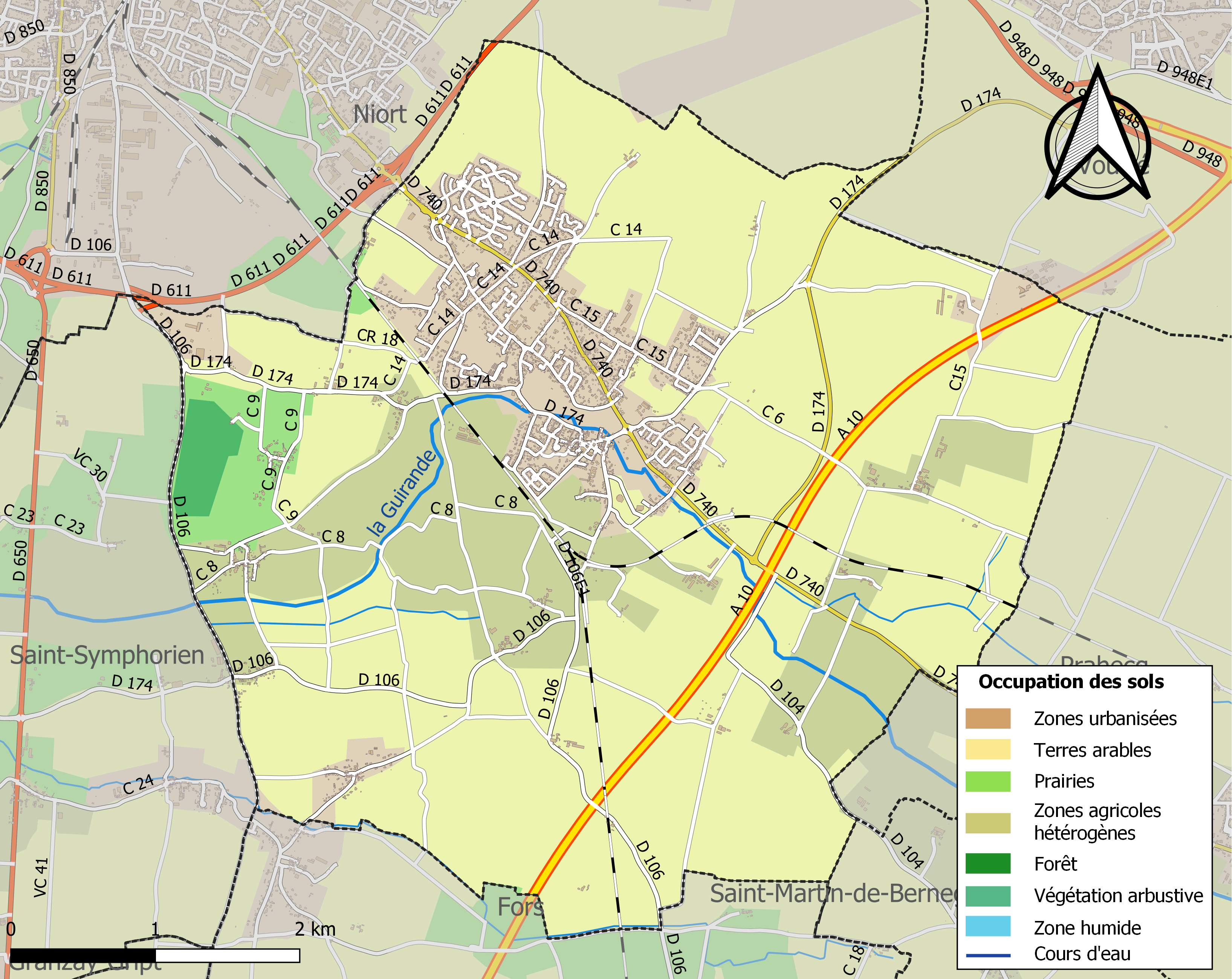
Carte des infrastructures et de l'occupation des sols de la commune en 2018 (CLC).

L'occupation des sols de la commune, telle qu'elle ressort de la base de données européenne d’occupation biophysique des sols Corine Land Cover (CLC), est marquée par l'importance des territoires agricoles (84,8 % en 2018), en diminution par rapport à 1990 (87,9 %). La répartition détaillée en 2018 est la suivante : terres arables (64,2 %), zones agricoles hétérogènes (18,1 %), zones urbanisées (12,7 %), prairies (2,6 %), zones industrielles ou commerciales et réseaux de communication (1,4 %), forêts (1 %). L'évolution de l’occupation des sols de la commune et de ses infrastructures peut être observée sur les différentes représentations cartographiques du territoire : la carte de Cassini (XVIIIe siècle), la carte d'état-major (1820-1866) et les cartes ou photos aériennes de l'IGN pour la période actuelle (1950 à aujourd'hui).

### Risques majeurs
Le territoire de la commune d'Aiffres est vulnérable à différents aléas naturels : météorologiques (tempête, orage, neige, grand froid, canicule ou sécheresse), inondations, mouvements de terrains et séisme (sismicité modérée). Il est également exposé à un risque technologique,  le transport de matières dangereuses. Un site publié par le BRGM permet d'évaluer simplement et rapidement les risques d'un bien localisé soit par son adresse soit par le numéro de sa parcelle.

#### Risques naturels
Certaines parties du territoire communal sont susceptibles d’être affectées par le risque d’inondation par débordement de cours d'eau, notamment la Guirande. La commune a été reconnue en état de catastrophe naturelle au titre des dommages causés par les inondations et coulées de boue survenues en 1982, 1983, 1993, 1999 et 2010,.

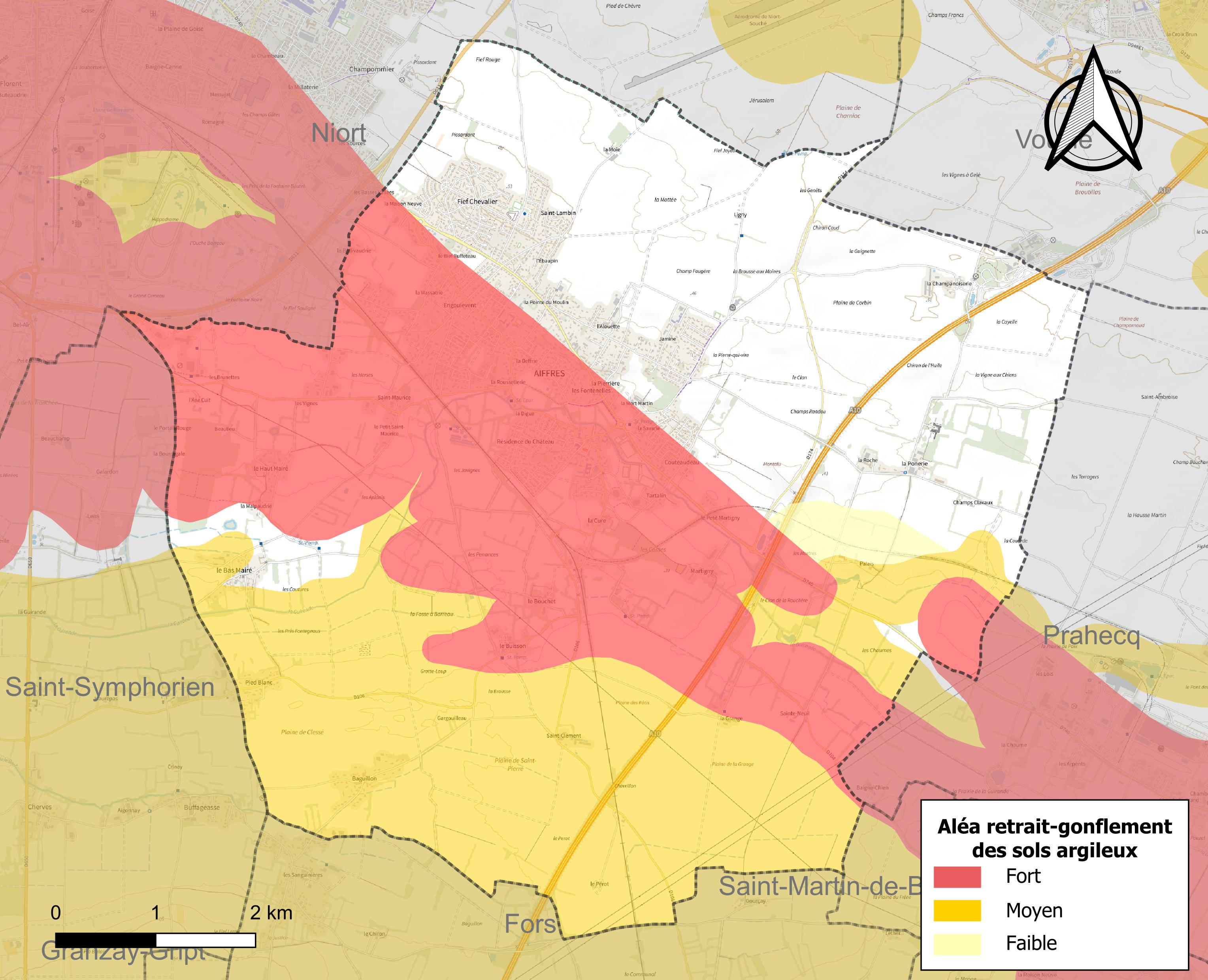
Carte des zones d'aléa retrait-gonflement des sols argileux d'Aiffres.

Les mouvements de terrains susceptibles de se produire sur la commune sont des tassements différentiels. Le retrait-gonflement des sols argileux est susceptible d'engendrer des dommages importants aux bâtiments en cas d’alternance de périodes de sécheresse et de pluie. 62,5 % de la superficie communale est en aléa moyen ou fort (54,9 % au niveau départemental et 48,5 % au niveau national). Depuis le 1er octobre 2020, en application de la loi ELAN, différentes contraintes s'imposent aux vendeurs, maîtres d'ouvrages ou constructeurs de biens situés dans une zone classée en aléa moyen ou fort,.
La commune a été reconnue en état de catastrophe naturelle au titre des dommages causés par la sécheresse en 1989, 1991, 1996, 2003, 2005, 2011 et 2017 et par des mouvements de terrain en 1999 et 2010.

## Toponymie
Variante de l’ancien provençal (ou ancien occitan) affre, signifiant effroi. La linguiste Marie-Thérèse Morlet penche pour le nom germanique Aiffro (rude, revêche).
Deux autres hypothèses sont avancées par l’Abbé Autexier quant à l’origine du nom « Aiffres ». Selon lui, la commune pourrait tenir son nom d’une colonie d’Africains venus s’y installer ou bien d’un Gallo-Romain, nommé « Afer », y possédant une villa.
Le nom de la commune a revêtu plusieurs formes d’écriture :
- 948 : Vicaria Afriacensis
- 967 : Vicaria Africa
- 988 : Aifre in pago Niortensi
- 1166 : Aiffre, le nom de la commune a, alors, presque son orthographe actuelle.
- Puis, les appellations continuent d’évoluer, et l’on peut retrouver d’autres orthographes comme : Afria, Ayfres, Effre, Esfres, Saint Pierre d’Aiffres ou encore Aiphres, à la fin du XVIIIe siècle.

## Histoire
Aiffres était, dès le milieu du Xe siècle (948), une viguerie du duché d’Aquitaine. Depuis 854, la région est dominée par la maison de Poitiers-Aquitaine de laquelle est issue la double lignée des comtes de Poitiers-ducs d'Aquitaine.
La viguerie d’Aiffres (vicaria Afriacensis puis vicaria Africa) constituait la limite entre le Poitou et l’Aunis-Saintonge. Cette limite reprenait ainsi la frontière naturelle que constituait la Guirande en séparant le territoire Gaulois des Pictons, situé sur la rive droite de la rivière, de celui des Santons, situé sur l’autre rive.
Le mariage d'Aliénor d'Aquitaine avec Henri II Plantagenêt, qui devient Roi d'Angleterre en 1154, fait basculer le vaste Duché d'Aquitaine sous la domination anglaise.
S'ouvre alors une longue période de troubles. La région, au contact de plusieurs provinces, est l'enjeu de nombreux conflits, opposant les Plantagenêt aux Capétiens puis aux Valois. Ces conflits culmineront lors de la guerre de Cent Ans. En 1453, ce qui restait des territoires d'Aliénor d'Aquitaine encore aux mains des anglais est définitivement intégré au royaume de France et Aiffres, à la province du Poitou.
De 1520 à 1598 le Poitou est victime des guerres de Religion opposant huguenots et catholiques. Après une accalmie, les persécutions contre les protestants reprennent sous Louis XIV, lors des dragonnades, particulièrement en 1681 et juillet 1685.
En 1790, Aiffres est rattachée au département des Deux-Sèvres. En 1793 la commune est intégrée au district de Niort, devenu arrondissement en 1801, et au canton de Prahecq.
Par ordonnance du 21 décembre 1835, la commune de Saint-Maurice-du-Mairé fusionne avec celle d'Aiffres.
Depuis les années 1970, Aiffres connaît un essor démographique important en lien avec celui de la ville voisine de Niort. Aujourd'hui la commune fait partie de son unité urbaine et de la communauté d'agglomération du Niortais.
En 2015, disparaît le canton de Prahecq. Aiffres fait depuis partie du canton de la Plaine Niortaise.

## Politique et administration

### Liste des maires
| Période                                  | Période                   | Identité         | Étiquette | Qualité |
| ---------------------------------------- | ------------------------- | ---------------- | --------- | --- |
| mars 1977                                | mars 2001                 | Bernard Terrière |           | Maître d'œuvre |
| mars 2001                                | mai 2012 (décès)          | Alain Mathieu    | PS        | Cadre MAAF Assurances Président de la CA de Niort (2002 → 2012) Conseiller général du canton de Prahecq (1998 → 2012) 1er vice-président du conseil général des Deux-Sèvres (? → 2012) |
| mai 2012,                                | mars 2014                 | Serge Morin      | EELV      | Agriculteur Conseiller régional de Poitou-Charentes (1998 → 2015) Vice-président de la région Poitou-Charentes (2004 → 2015) 2e vice-président de la CA de Niort (2012 → 2014)         |
| mars 2014                                | En cours (au 27 mai 2020) | Jacques Billy    | DVD-MRSL  | Ancien directeur de l'ESAT d'Aiffres 9e vice-président de la CA du Niortais (2014 → 2020) 2e vice-président de la CA du Niortais (2020 → ) Réélu pour le mandat 2020-2026              |
| Les données manquantes sont à compléter. |                           |                  |           | |

### Jumelageset échanges
- Amlamé (Togo) depuis 2006[30]

## Démographie
L'évolution du nombre d'habitants est connue à travers les recensements de la population effectués dans la commune depuis 1793. Pour les communes de moins de 10 000 habitants, une enquête de recensement portant sur toute la population est réalisée tous les cinq ans, les populations de référence des années intermédiaires étant quant à elles estimées par interpolation ou extrapolation. Pour la commune, le premier recensement exhaustif entrant dans le cadre du nouveau dispositif a été réalisé en 2005.

En 2022, la commune comptait 5 423 habitants, en évolution de −1,58 % par rapport à 2016 (Deux-Sèvres : +0,18 %, France hors Mayotte : +2,11 %).
| 1793 | 1800 | 1806 | 1821 | 1831 | 1836 | 1841 | 1846 | 1851  |
| ---- | ---- | ---- | ---- | ---- | ---- | ---- | ---- | ----- |
| 550  | 429  | 556  | 513  | 530  | 921  | 935  | 996  | 1 030 |

| 1856 | 1861  | 1866  | 1872  | 1876  | 1881  | 1886  | 1891  | 1896 |
| ---- | ----- | ----- | ----- | ----- | ----- | ----- | ----- | ---- |
| 997  | 1 019 | 1 079 | 1 065 | 1 053 | 1 137 | 1 122 | 1 015 | 970  |

| 1901 | 1906 | 1911 | 1921 | 1926 | 1931 | 1936 | 1946  | 1954  |
| ---- | ---- | ---- | ---- | ---- | ---- | ---- | ----- | ----- |
| 982  | 969  | 953  | 944  | 961  | 966  | 932  | 1 005 | 1 059 |

| 1962  | 1968  | 1975  | 1982  | 1990  | 1999  | 2005  | 2006  | 2010  |
| ----- | ----- | ----- | ----- | ----- | ----- | ----- | ----- | ----- |
| 1 158 | 1 323 | 1 861 | 3 756 | 4 119 | 4 598 | 4 906 | 4 975 | 5 229 |

| 2015  | 2020  | 2022  | - | - | - | - | - | - |
| ----- | ----- | ----- | - | - | - | - | - | - |
| 5 523 | 5 359 | 5 423 | - | - | - | - | - | - |

Avec une population variant de 429 à 556 habitants de 1793 à 1831 puis variant de 921 à 1137 de 1836 à 1954, Aiffres présentait une évolution démographique sans particularité notable.
Le nombre d’habitants en constante augmentation à partir des années 1960, par le développement d'une large zone résidentielle très proche de Niort, puis par l'extension de ce quartier décentré pour le reconnecter à l'ancien bourg historique, a passé la symbolique barre des 5 000 habitants en 2007.

## Économie
- Un bureau de poste.
- Deux agences bancaires.
- Un magasin hard discount.
- Un bar-tabac-presse dans le centre-bourg incluant une supérette.
- Un café-restaurant-pizzeria routier.
- Un tabac-presse.
- Deux boulangeries.
- Une boucherie
- Une rôtisserie.
- Un caviste.
- Un fleuriste.
- Un cabinet vétérinaire.
- Une auto-école.
- Un garage avec station-service.
- Trois vendeurs automobiles.
- Une place de marché pour vendeurs itinérants

## Lieux et monuments
- Église Saint-Pierre d'Aiffres.
- Croix hosannière du XIIe siècle (dans le cimetière autour de l'église Saint-Pierre), une des mieux conservées du département. Entièrement construite en pierre et haute de 12 mètres, son support de base carrée à degrés multiples soutient un pilier de section quadrilobée, terminé en cône et surmonté d'une croix. L'édifice a été inscrit au titre des monuments historiques le 22 mars 1889. Sa croix sommitale a été restaurée après la tempête de 1999[35].
- Église Saint-Maurice-de-Mairé d'Aiffres. L'édifice a été inscrit au titre des monuments historiques en 1927[36].

Pour mémoire
- Motte de la seigneurie. La motte qui mesurait 30 mètres de diamètre à sa base, 15 mètres au sommet et 7 mètres de haut par rapport à la rue, se situait au centre du vieux-bourg avant sa destruction en 1980. Son arasement a permis la découverte d'une galerie souterraine large de 0,80 mètre, assez courte, maçonnée en pierres sèches et voûtée en claveaux. Sa rapide destruction n'a pas permis une étude plus approfondie. Aiffres est attesté au milieu du Xe siècle comme étant le centre d'une viguerie[37].

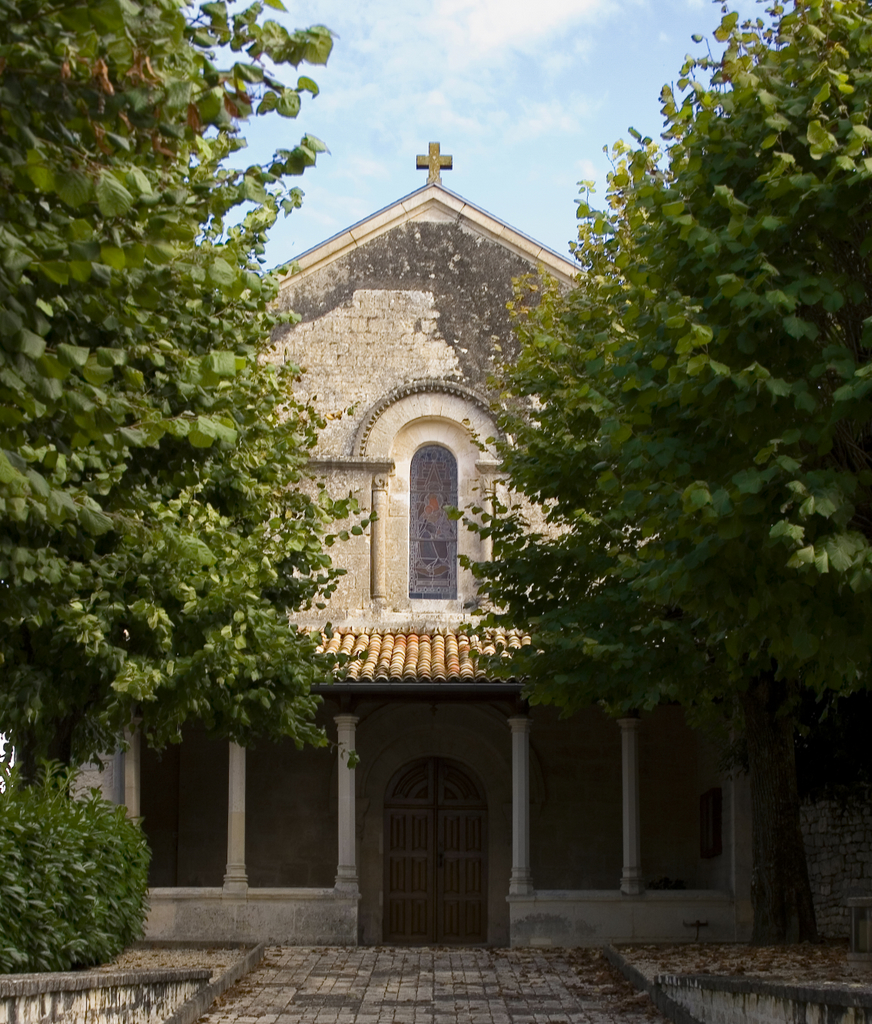
Église Saint-Pierre d'Aiffres.
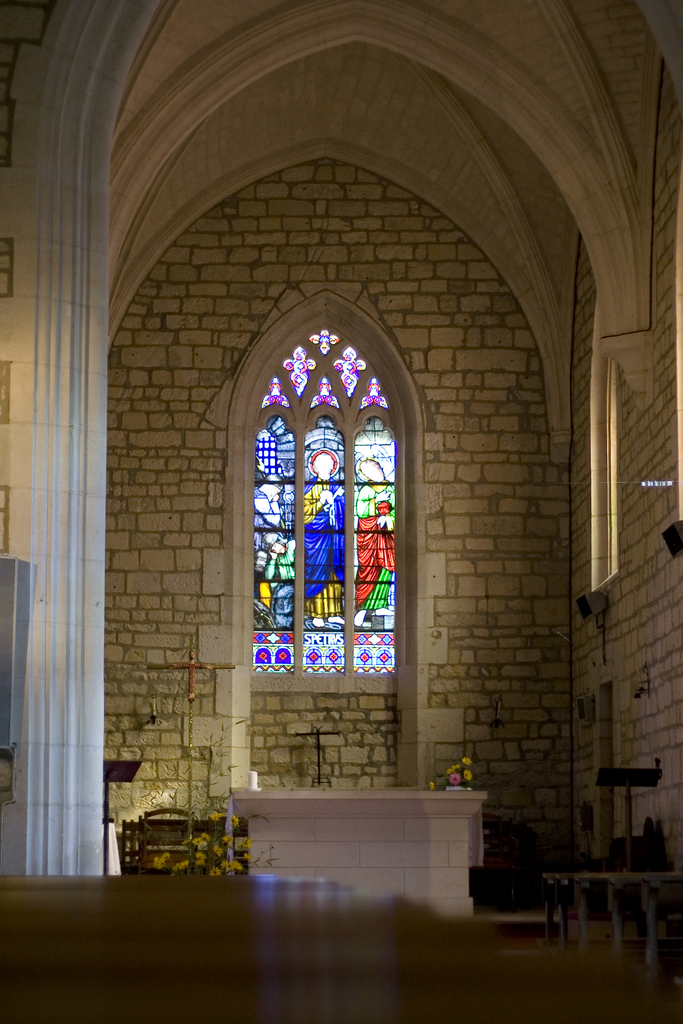
Église Saint-Pierre d'Aiffres.
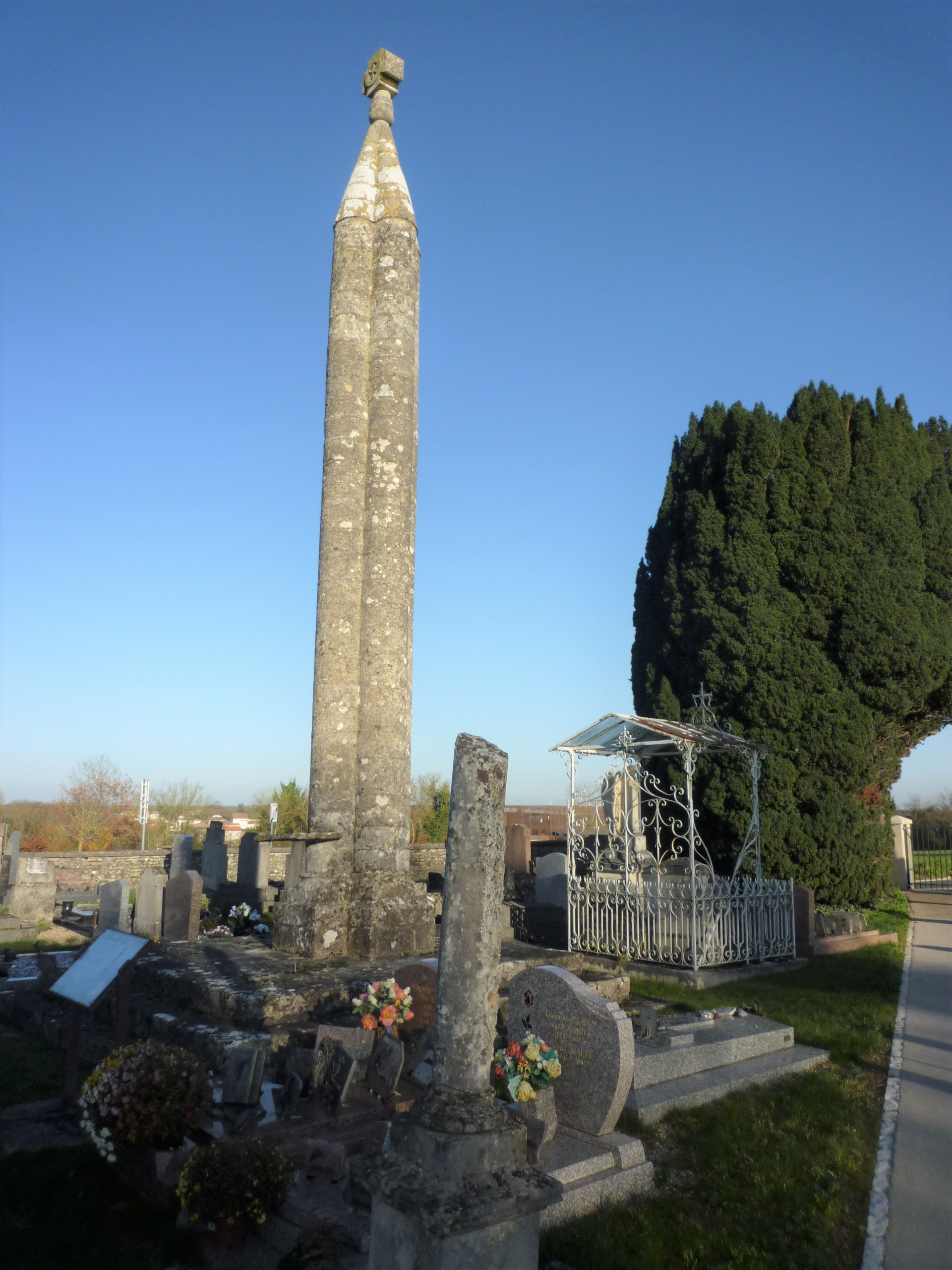
Croix hosannière du cimetière d'Aiffres.

## Blason

Le blason du Poitou est affiché par la commune d'Aiffres sur ses plaques de rue émaillées.

Le blason d'Aiffres (visible sur les plaques de rue émaillées installées par la commune) se blasonne ainsi :
« De gueules aux cinq châteaux d'or en sautoir, surmontés de trois tours du même. »
C'est en fait le blason du Poitou.
Des blasons plus spécifiques ont été proposés, reprenant les mêmes couleurs mais associant en charge une croix hosannière (dans le centre-bourg face à l'église Saint-Pierre) et une clé (comme celle visible dans le grand vitrail en façade de l'église), ou les deux mottes bien conservées et cernées de douves (sites archéologiques d'anciennes fortifications médiévales, près du hameau du Haut-Mairé au lieu-dit de la Garenne et du hameau du Bas-Mairé au lieu-dit de la Motte Saint-Denis).

## Personnalités liées à la commune
- Charles Bouchet de Grandmay (1793-1872) homme politique, député des Deux-Sèvres.